# Mathis Orgelbau

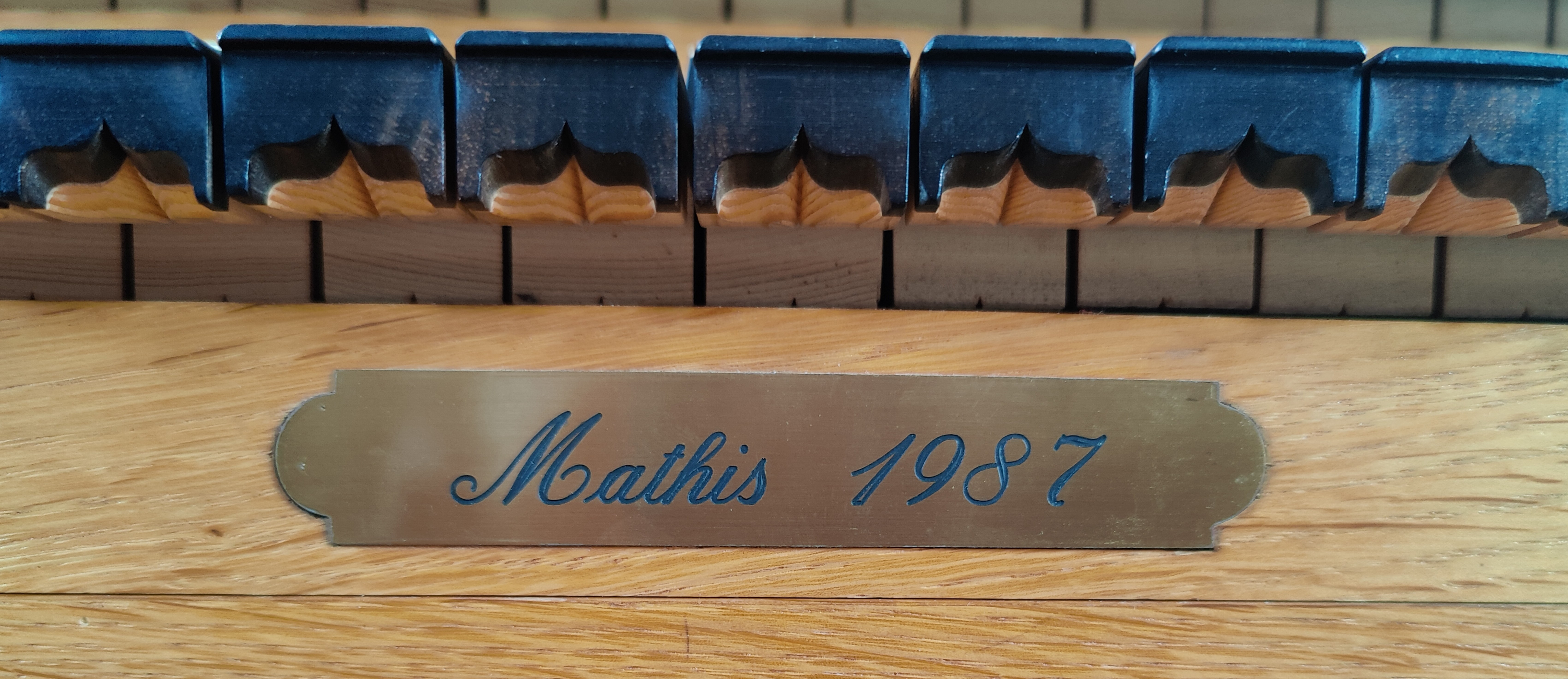
Firmenschild in Marktredwitz

Die Mathis Orgelbau AG ist ein Orgelbauunternehmen in Luchsingen im Schweizer Kanton Glarus.

## Geschichte
Das Unternehmen wurde 1960 von Manfred Mathis als Familienfirma gegründet. 1977 wurde die bis dahin als Kommanditgesellschaft organisierte Orgelbau M. Mathis & Co. in eine Aktiengesellschaft umgewandelt. Mathis Orgelbau zählt inzwischen zu den führenden Orgelbauwerkstätten Europas und hat sich neben der Fabrikation von Orgeln durch die Restaurierung von historischen Musikinstrumenten aus verschiedenen Epochen weltweit einen Namen gemacht.
Im Jahr 2016 wurde das Unternehmen durch die beiden Orgelbauer und langjährigen Mitarbeiter Hubert Stucki und Franz Höller übernommen, die anschließend den Standort des Unternehmens verlagerten. Der neue Firmensitz entstand nach knapp acht Monaten Bau am Ortseingang des Dorfes Luchsingen im Jahr 2019.
2021 beschäftigte das Unternehmen zwölf Mitarbeitende und bildete zwei Lernende aus. Das Unternehmen ist Mitglied der Gesellschaft Schweizerischer Orgelbaufirmen.

## Werke
Die Zahl der von Mathis erbauten Orgeln umfasst mehr als 400 Instrumente.

### Liste der produzierten Orgeln (Auswahl)
| Jahr | Ort                          | Kirche                                                        | Bild | Manuale | Register | Anmerkungen |
| ---- | ---------------------------- | ------------------------------------------------------------- | ---- | ------- | -------- | --- |
| 1963 | Brugg                        | St. Nikolaus                                                  |      | III/P   | 32       | 2010 durch Mathis renoviert.→ Orgel |
| 1963 | Baar                         | St. Martin                                                    |      | II/P    | 28       | → Orgel |
| 1963 | Sarnen                       | Dorfkapelle Maria Lauretana                                   |      | II/P    | 12       | → Orgel |
| 1965 | Hunzenschwil                 | Reformierte Kirche                                            |      | II/P    | 15       | → Orgel |
| 1966 | Eichstätt                    | Schutzengelkirche                                             |      | III/P   | 40       | Erste Mathis-Orgel in Deutschland.→ Orgel |
| 1968 | Bad Zurzach                  | Reformierte Kirche                                            |      | II/P    | 29       | Rekonstruktion einer Bossard-Orgel.→Orgel |
| 1968 | Sulgen                       | St. Peter und Paul                                            |      | II/P    | 26       | → Orgel |
| 1969 | Birsfelden                   | Bruder Klaus                                                  |      | II/P    | 19       | → Orgel |
| 1969 | Rickenbach SZ                | St. Magdalena                                                 |      | II/P    | 13       | → Orgel |
| 1969 | Urnerboden                   | St. Erhard                                                    |      | I/P     | 5        | → Orgel |
| 1969 | Buchs SG                     | Herz Jesu                                                     |      | II/P    | 21       | → Orgel |
| 1971 | Büren                        | Bruder Klaus Kirche                                           |      | II/P    | 13       | → Orgel |
| 1971 | Klingnau                     | St. Katharina                                                 |      | II/P    | 26       | → Orgel |
| 1971 | Baar                         | St. Anna-Kapelle                                              |      | I       | 4        | → Orgel |
| 1972 | Luzern                       | St. Michael                                                   |      | III/P   | 30       | → Orgel |
| 1972 | Wohlen                       | St. Leonhard                                                  |      | III/P   | 37       | → Orgel |
| 1973 | Paspels                      | St. Johannes Baptist                                          |      | I/P     | 8        | → Orgel |
| 1973 | Hettlingen                   | Reformierte Kirche                                            |      | II/P    | 13       | → Orgel |
| 1973 | St. Gallen-Heiligkreuz       | Reformierte Kirche Heiligkreuz                                |      | III/P   | 40       | 1988 Revision und Dispositionsänderungen durch Mathis.→ Orgel |
| 1974 | Unterstrass (Stadt Zürich)   | Bruder Klaus                                                  |      | III/P   | 40       | → Orgel |
| 1974 | Mühlau                       | St. Anna                                                      |      | II/P    | 15       | → Orgel |
| 1974 | Schönholzerswilen            | St. Markus                                                    |      | I/P     | 7        | → Orgel |
| 1975 | Affoltern (Stadt Zürich)     | St. Katharina                                                 |      | II/P    | 22       | → Orgel |
| 1975 | Merlischachen                | St. Jakob                                                     |      | II/P    | 7 + 1    | 1999 Erweiterung auf neun Register durch Orgelbau Graf (Sursee).→ Orgel |
| 1975 | Zürich-Hottingen             | Sainte Famille                                                |      | II/P    | 8        | → Orgel |
| 1975 | Almens                       | Reformierte Kirche                                            |      | I/P     | 6        | → Orgel |
| 1976 | Winterthur-Seen              | St. Urban                                                     |      | II/P    | 9        | → Orgel |
| 1976 | Erlenbach                    | St. Agnes                                                     |      | I/P     | 8        | → Orgel |
| 1976 | Sachseln                     | Wallfahrtskirche St. Theodul                                  |      | II/P    | 29       | Rekonstruktion der Kiene-Orgel (1839).→ Orgel |
| 1976 | Cazis                        | Hauskapelle Dominikanerinnenkloster                           |      | II/P    | 13       | → Orgel |
| 1977 | Winterthur-Seen              | Reformierte Kirche                                            |      | II/P    | 23       | → Orgel |
| 1977 | Seedorf                      | St. Ulrich und Verena                                         |      | II/P    | 13       | → Orgel |
| 1977 | Laax                         | St. Othmar und Gallus                                         |      | II/P    | 15       | → Orgel |
| 1978 | Stans                        | Kapelle Altersheim                                            |      | I       | 4        | → Orgel |
| 1978 | Ried im Innkreis             | Stadtpfarrkirche                                              |      | III/P   | 35       | hinter historischem Gehäuse→ Orgel |
| 1979 | Stans                        | Schwesternchor Kloster St. Klara                              |      | II/P    | 6        | 2012 Erweiterung auf sieben Register durch Mathis.→ Orgel |
| 1979 | Thalwil                      | Tannsteinkapelle                                              |      | II/P    | 13       | → Orgel |
| 1980 | Bern                         | Dreifaltigkeitskirche                                         |      | III/P   | 41       | 2018 Renovierung durch Mathis. → Orgel |
| 1981 | Zürich-Altstetten            | Heilig Kreuz                                                  |      | III/P   | 35       | → Orgel |
| 1981 | Oeschgen                     | St. Kosmas und Damian                                         |      | II/P    | 14       | → Orgel |
| 1981 | Stans                        | Kapelle Oberes Beinhaus                                       |      | I       | 4        | → Orgel |
| 1981 | Ingolstadt                   | Franziskanerkirche                                            |      | III/P   | 35       | → Orgel |
| 1981 | Oberwinterthur               | St. Arbogast                                                  |      | III/P   | 31       | → Orgel |
| 1982 | Neumarkt in der Oberpfalz    | Stadtpfarrkirche St. Johannes                                 |      | III/P   | 43       | → Orgel |
| 1982 | Molinis                      | Reformierte Kirche                                            |      | I/P     | 6        | → Orgel |
| 1982 | Wil SG                       | Stadtkirche St. Nikolaus                                      |      | III/P   | 45       | 2000 Ausreinigung des Pfeifenwerkes durch Mathis; dabei Stilllegung eines Mixturchores im Schwellwerk. → Orgel |
| 1984 | Cazis                        | St. Peter und Paul                                            |      | II/P    | 22       | → Orgel |
| 1984 | Planken                      | Kapelle St. Josef                                             |      | I/P     | 7        | → Orgel |
| 1984 | Olten                        | Kapuzinerkirche                                               |      | I       | 4        | → Orgel |
| 1985 | Mallersdorf                  | Kloster- und Pfarrkirche St. Johannes Evangelist              |      | III/P   | 35       | Neubau im historischen Prospekt der Bayr-Orgel von Christian Jorhan d. Ä. (1783) → Orgel |
| 1985 | Schlierbach (Oberösterreich) | Stiftskirche                                                  |      | II/P    | 31       | Barocke Disposition. Prospekt von Valentin Hochleitner (1770). → Orgel |
| 1986 | Zürich-Riesbach              | Erlöser                                                       |      | III/P   | 32       | → Orgel |
| 1986 | Schönenberg                  | Heilige Familie                                               |      | II/P    | 19       | → Orgel |
| 1987 | Marktredwitz                 | St. Josef                                                     |      | III/P   | 32       | Neubau im Gehäuse von Willibald Siemann (1901).→ Orgel |
| 1987 | Stans                        | St. Peter und Paul                                            |      | III/P   | 43       | → Orgel |
| 1988 | Wolfenschiessen              | St. Maria Geburt                                              |      | II/P    | 26       | → Orgel |
| 1989 | Regensburg                   | Dom St. Peter                                                 |      | III/P   | 43       | 2009 Integration in den Neubau von Rieger Orgelbau (Schwarzach); dabei Entfernung des Positiv und Reduzierung auf 33 Register sowie Stilllegung des mechanischen Spieltisches der Chororgel.→ Orgel                                                                                             |
| 1990 | Teublitz                     | Herz Jesu                                                     |      | III/P   | 36       | → Orgel |
| 1990 | Stansstad                    | Heilige Familie                                               |      | III/P   | 28       | → Orgel |
| 1990 | Oberrieden                   | Heilig Kreuz                                                  |      | II/P    | 9        | → Orgel |
| 1990 | Freudenberg-Wutschdorf       | St. Martin                                                    |      | II/P    | 16       | → Orgel |
| 1991 | Flüelen                      | Herz-Jesu                                                     |      | II/P    | 27       | → Orgel |
| 1992 | Olten                        | St. Martin                                                    |      | III/P   | 50       | Neubau anstelle der Orgel von 1932.→ Orgel |
| 1992 | Allenwinden                  | St. Wendelin                                                  |      | II/P    | 10       | → Orgel |
| 1994 | Wien                         | Schottenkirche                                                |      | II/P    | 20       | Zweiteilige Chororgel.→ Orgel |
| 1994 | Olten                        | St. Martin                                                    |      | II/P    | 15       | Chororgel → Orgel |
| 1995 | Freiburg im Breisgau         | Ludwigskirche                                                 |      | III/P   | 41       | → Orgel → Orgel |
| 1996 | Wien                         | Schottenkirche                                                |      | III/P   | 49       | Neubau unter Beibehaltung des historischen Orgelprospekts. → Orgel |
| 1996 | Eichstätt                    | Kloster St. Walburg                                           |      | II/P    | 27       | Prospekt von 1743. → Orgel |
| 1996 | Andermatt                    | St. Peter und Paul                                            |      | II/P    | 22       | → Orgel |
| 1996 | Buchrain                     | St. Agatha                                                    |      | II/P    | 25       | → Orgel |
| 1997 | Görlitz                      | St. Peter und Paul                                            |      | IV/P    | 96       | «Sonnenorgel», Neubau (III/P/64) hinter dem Prospekt von Eugenio Casparini (1703). 2004 Rekonstruktion der Sonnenmixtur (III/P/65). 2006 Einbau des Schwellwerks. 2021 drei zusätzliche Pedalregister. 2024 Erweiterung durch ein Chamadewerk («Engelswerk») mit sechs Horizontalzungen.→ Orgel |
| 1998 | Bürglen                      | St. Peter und Paul                                            |      | I/P     | 5        | Rekonstruktion der Chororgel.→ Orgel |
| 1998 | Zarten                       | St. Johannes-Kapelle                                          |      | I       | 3        | → Orgel |
| 1999 | Wil SG                       | Friedhofskapelle Altstatt                                     |      | II/P    | 14       | → Orgel |
| 1999 | München                      | Klosterkirche St. Anna im Lehel                               |      | II/P    | 23       | → Orgel |
| 1999 | Brigachtal-Kirchdorf         | Allerheiligenkirche                                           |      | II/P    | 19       | → Orgel |
| 1999 | Pilsach                      | Pfarrkirche St. Peter und Paul                                |      | II/P    | 16       | → Orgel |
| 1999 | Vatikanstadt                 | St. Martin                                                    |      | II/P    | 12       | .→ Orgel |
| 2000 | Brugg                        | St. Nikolaus                                                  |      | I       | 5        | → Orgel |
| 2000 | Essen-Rüttenscheid           | St. Ludgerus                                                  |      | III/P   | 39       | → Orgel |
| 2000 | Vomp                         | Stiftskirche Fiecht                                           |      | II/P    | 31       | |
| 2000 | Mariazell                    | Basilika                                                      |      | II/P    | 29       | Neubau («Mariazeller Orgel»).→ Orgel |
| 2001 | Kyōto                        | Dōshisha-Universität                                          |      | I       | 6        | Neubau, mechanische Spiel- und Registertraktur. |
| 2001 | Weiz                         | Weizbergkirche                                                |      | III/P   | 31       | Neubau, unter Beibehaltung des historischen Orgelprospekts. |
| 2002 | Rom                          | Sixtinische Kapelle                                           |      | II/P    | 14       | Josef Schibig aus Steinen SZ fertigte die Schnitzarbeiten des Gehäuses.→ Orgel |
| 2002 | Tokyo                        | Aoyama-Gakuin-Universität                                     |      | III/P   | 39       | Neubau, mechanische Spiel- und Registertraktur mit elektronisch gesteuerter Setzeranlage (Doppeltraktur). |
| 2003 | Basel                        | Basler Münster                                                |      | IV/P    | 78       | Neubau, mechanische Spiel- und Registertraktur mit elektronisch gesteuerter Setzeranlage (Doppeltraktur). → Orgel |
| 2003 | Mariazell                    | Basilika                                                      |      | III/P   | 54       | Neubau in historischem Gehäuse («Wiener Orgel»).→ Orgel |
| 2004 | Au am Inn                    | Klosterkirche                                                 |      | II/P    | 21       | Prospekt aus dem 18. Jahrhundert, vermutlich von Johann Christoph Egedacher. → Orgel |
| 2005 | Wilen TG                     | Kirchen- und Gemeindezentrum Bruder Klaus                     |      | I/P     | 6        | → Orgel |
| 2005 | Amriswil                     | St. Stefan                                                    |      | III/P   | 42       | Bau eines neuen elektrischen Spieltisches für die Kuhn-Orgel von 1940/1966. → Orgel |
| 2006 | Regensburg                   | Stiftskirche zur Alten Kapelle                                |      | II/P    | 40       | Neubau im klassizistischen Prospekt von Josef Kollhaupt, mit Schnitzarbeiten von Simon Sorg und Fassung von Johann Georg Kollmüller (1797). Orientierung an der barocken Disposition von Andreas Weiß (1797). → Orgel                                                                           |
| 2007 | St. Anna am Aigen            | Pfarrkirche                                                   |      | II/P    | 23       | |
| 2008 | Pufels                       | Pfarrkirche St. Leonhard                                      |      | I/P     | 10       | |
| 2008 | Illgau                       | Dreikönigskirche                                              |      | II/P    | 19       | → Orgel |
| 2009 | Schrobenhausen               | St. Jakob                                                     |      | II/P    | 30       | → Orgel |
| 2009 | Lissabon                     | Klosterkirche Santa Maria de Belém des Mosteiro dos Jerónimos |      | II/P    | 18       | Neubau mit zwei Spielregistern, mechanische Spiel- und Registertraktur. |
| 2009 | Oberndorf                    | Mariä Himmelfahrt                                             |      | II/P    | 14       | → Orgel |
| 2010 | Blaubeuren                   | Mariä Heimsuchung                                             |      | II/P    | 20       | → Orgel |
| 2010 | Rieden (Oberpfalz)           | Mariä Himmelfahrt (Rieden)                                    |      | II/P    | 18       | → Orgel |
| 2012 | Schliersee                   | St. Sixtus                                                    |      | II/P    | 28       | → Orgel |
| 2012 | Feldbach                     | Leonhardskirche                                               |      | III/P   | 46       | → Orgel |
| 2012 | Gersau                       | St. Marzellus                                                 |      | II/P    | 29       | → Orgel |
| 2014 | Schattdorf                   | St. Mariä Himmelfahrt                                         |      | II/P    | 18       | → Orgel |
| 2015 | Ingolstadt                   | St. Anton                                                     |      | II/P    | 36       | → Orgel |
| 2016 | Bürglen                      | St. Peter und Paul                                            |      | III/P   | 28       | → Orgel |
| 2017 | Takamatsu                    | Pfarrkirche                                                   |      | II/P    | 9        | → Orgel |
| 2019 | Scheyern                     | Benediktinerklosterkirche                                     |      | II/P    | 15       | Sechs Wechselschleifen.→ Orgel |
| 2019 | Salzburg                     | Stiftskirche St. Peter                                        |      | II/P    | 41       | Restaurierung und Neuaufbau der Mertel-Orgel (1917).→ Orgel |
| 2023 | Busskirch                    | St. Martin                                                    |      | II/P    | 19       | → Orgel |
| 2024 | Bronschhofen                 | Wallfahrtskirche Maria Dreibrunnen                            |      | II/P    | 19       | Drei Transmissionen, zwei Verlängerungen.→ Orgel |